# Толубко Володимир Федорович
Володимир Федорович Толубко (25 листопада 1914, місто Костянтиноград Полтавської губернії, тепер місто Берестин, Харківської області — 17 червня 1989, місто Москва) — радянський військовий діяч, командувач військ Сибірського і Далекосхідного округів, головнокомандувач Ракетних військ стратегічного призначення (РВСП) — заступник міністра оборони СРСР (у 1972—1985 роках), головний маршал артилерії (25.03.1983). Кандидат у члени ЦК КПРС у 1971—1976 роках. Член ЦК КПРС у 1976—1989 роках. Депутат Верховної Ради СРСР 8—11-го скликань. Герой Соціалістичної Праці (12.08.1976).

## Життєпис
Народився в родині робітника. Закінчив сім класів середньої школи в 1930 році, педагогічні курси — в 1931 році.
У 1931—1932 роках — вчитель Хрестищенської середньої школи.
З травня по листопад 1932 року — інструктор Красноградського районного комітету комсомолу Харківської області.
У Червоній армії з листопада 1932 року. У 1933 році закінчив школу молодшого командного складу саперного ескадрону 14-ї кавалерійської дивізії Українського військового округу.
З 1933 року — помічник командира взводу школи молодшого командного складу 14-ї кавалерійської дивізії. З листопада 1934 року — командир танка 14-го механізованого полку. У листопаді 1935 року направлений на навчання.
У 1937 році закінчив 1-е Ульяновське танкове училище імені Леніна.
З 1937 по 1938 рік служив командиром танкового взводу і командиром розвідувального взводу 12-ї механізованої бригади Київського військового округу. У вересні 1938 року знову направлений на навчання, на цей раз в академію.
Член ВКП(б) з 1939 року.
У травні 1941 року закінчив Військову академію механізації і моторизації РСЧА імені Сталіна.
З травня 1941 року — начальник 1-го відділення штабу 21-ї танкової дивізії Ленінградського військового округу.
Учасник німецько-радянської війни. З липня 1941 року — помічник начальника оперативного відділення, з серпня 1941 року — начальник оперативного відділення, з жовтня 1941 року — начальник штабу 21-ї танкової дивізії, з лютого 1942 року — начальник штабу 104-ї танкової бригади, в липні 1942 року — командир 104-ї танкової бригади на Ленінградському і Калінінському фронтах.
Наприкінці липня 1942 року був важко поранений в боях на Калінінському фронті, після одужання з лютого 1943 року викладав на кафедрі тактики у Військовій академії механізації і моторизації РСЧА імені Сталіна.
У лютому 1944 року знову направлений у діючу армію начальником штабу військової частини. З квітня 1944 року — начальник оперативного відділу штабу 4-го гвардійського механізованого корпусу на 3-му Українському фронті. Брав участь у Одеській, Яссько-Кишинівській, Белградській, Будапештській операціях.
З кінця травня 1945 року — командир 13-ї гвардійської механізованої бригади 4-го гвардійського механізованого корпусу, з вересня 1945 року — командир 13-го гвардійського танкового полку 4-ї гвардійської механізованої дивізії. З травня 1946 року — начальник оперативного відділу штабу 3-ї гвардійської танкової армії. З червня 1946 року — начальник штабу 4-ї гвардійської механізованої дивізії в Південній групі військ.
З березня 1947 року — начальник оперативного відділу, з лютого 1948 року — заступник начальника штабу 5-ї гвардійської механізованої армії Резерву Верховного Головнокомандування в Білоруському військовому окрузі. З грудня 1948 року — на навчанні у Вищій військовій академії імені Ворошилова.
У грудні 1950 року закінчив Вищу військову академію імені Ворошилова.
З 1950 року — начальник штабу гвардійської механізованої дивізії. З березня 1951 року — командир 19-ї гвардійської механізованої дивізії в Групі радянських військ у Німеччині.
З травня 1953 року — начальник штабу 4-ї гвардійської механізованої армії, з грудня 1954 року — 1-й заступник командувача 4-ї гвардійської механізованої армії.
З червня 1956 року — помічник головнокомандувача — начальник управління бойової підготовки Групи радянських військ у Німеччині.
У липні 1957 — квітні 1958 року — командувач 1-ї гвардійської танкової армії Групи радянських військ у Німеччині (штаб у місті Дрездені).
У квітні 1958 — березні 1960 року — командувач 8-ї гвардійської загальновійськової армії Групи радянських військ у Німеччині (штаб у місті Нора).
У березні 1960 — квітні 1968 року — 1-й заступник головнокомандувача Ракетних військ стратегічного призначення, член Військової ради РВСП.
У 1968 році закінчив Вищі академічні курси при Військовій академії Генерального штабу Збройних сил СРСР.
У квітні 1968 — травні 1969 року — командувач військ Сибірського військового округу.
У травні 1969 — квітні 1972 року — командувач військ Далекосхідного військового округу.
12 квітня 1972 — 10 липня 1985 року — головнокомандувач Ракетних військ стратегічного призначення (РВСП) — заступник міністра оборони СРСР.
Указом Президії Верховної Ради СРСР від 12 серпня 1976 року за великий особистий внесок у створення та розвиток ракетно-космічної техніки і ракетних стартових комплексів, генералу армії Толубку Володимиру Федоровичу присвоєно звання Героя Соціалістичної Праці з врученням ордена Леніна і золотої медалі «Серп і Молот».
25 березня 1983 року генералу армії Толубку було присвоєно військове звання «головний маршал артилерії». Це єдиний випадок за всю історію, коли таке звання було присвоєно особі, яка мала до цього звання «генерал армії», всі інші головні маршали родів військ раніше мали звання маршала даного роду військ.
З липня 1985 року — генеральний інспектор Групи генеральних інспекторів Міністерства оборони СРСР.
Помер 17 червня 1989 року. Похований в Москві на Новодівочому цвинтарі.

## Військові звання
- лейтенант (29.04.1937)
- старший лейтенант (20.04.1940)
- капітан (15.01.1942)
- майор (22.07.1942)
- підполковник (21.02.1943)
- полковник (20.11.1944)
- генерал-майор танкових військ (3.08.1953)
- генерал-лейтенант танкових військ (18.02.1958)
- генерал-полковник (7.05.1960)
- генерал армії (29.04.1970)
- головний маршал артилерії (25.03.1983)

## Нагороди
- Герой Соціалістичної Праці (12.08.1976)
- п'ять орденів Леніна (4.05.1972, 22.11.1974, 12.08.1976, 16.02.1982, 23.11.1984)
- два ордени Вітчизняної війни І ст. (25.07.1944, 11.03.1985)
- орден Богдана Хмельницького ІІ ст. (3.11.1944)
- чотири ордени Червоного Прапора (9.09.1944, 29.09.1944, 3.11.1953, 22.02.1968)
- два ордени Червоної Зірки (24.06.1948, 3.11.1964)
- орден «За службу Батьківщині у Збройних Силах СРСР» ІІІ ст. (17.02.1976)
- орден Червоного Прапора (Монголія)
- орден Партизанської Зірки І ст. (Югославія)
- орден «За військову доблесть» V ст.(Польща)
- орден Народної Республіки Болгарія І ст.
- орден Тудора Владимиреску ІІ ст. (Румунія)
- медаль «За бойові заслуги» (3.11.1944)
- медалі
- Почесний громадянин міста Одинцово Московської області
- Почесний громадянин міста Комрат (Молдова)